# Longswamp
Longswamp  è una township degli Stati Uniti d'America, nella contea di Berks nello Stato della Pennsylvania. Secondo il censimento del 2000 la popolazione è di 5.608 abitanti.

## Società

### Evoluzione demografica
La composizione etnica vede una maggioranza della razza bianca (98,95%), seguita da quella afroamericana (0,32%) dati del 2000.
| township di Longswamp Popolazione |       |
| 2000                              | 5.608 |
| Stima al 2009                     | 5.892 |